# Борвендег, Жужанна
Жужана Борвендег (венг. Borvendég Zsuzsanna; род. 4 ноября 1974, Татабанья) — венгерский историк и политический деятель. Член ультраправой партии «Наша Родина». Депутат Европейского парламента с 2024 года.

## Биография
Родилась 4 ноября 1974 года.
Окончила факультет гуманитарных наук Католического университета имени Петера Пазманя (PPKE) по специальности «история» в 1999 году, а в 2001 году она также окончила факультет права и политологии PPKE. В 2016 году защитил диссертацию в докторантуре на факультете гуманитарных и социальных наук PPKE на тему Újságírók és külkereskedők a Kádár-rendszer hírszerzésében.
С 1999 по 2019 год работала научным сотрудником Отдела истории в структуре Министерства внутренних дел Венгрии, а затем его преемника — Исторического архива служб государственной безопасности Венгрии (ÁBTL), который хранит документы служб государственной безопасности в период за период с 21 декабря 1944 года, когда в Дебрецене открылось Временное национальное собрание, по 14 февраля 1990 года. Является научным сотрудником Института изучения венгерской нации (Magyarságkutató Intézet), созданного в 2019 году. Является автором книг Az „impexek” kora (NEB, 2017) о периоде режима Кадара, A Cég megnyertjei – a megnyertek cégei (ÁBTL–NEB, 2018) и A hálózat pénze (2020).

## Политическая карьера
Является членом партии «Наша Родина».
Баллотировалась под третьим номером на выборах в Европейский парламент 2024 года. «Наша Родина» получила одно место. Ласло Тороцкаи и Дора Дуро заранее отказались от мандата и Жужана Борвендег стала депутатом Европейского парламента 10-го созыва. Стала членом ультраправой группы «Европа суверенных наций», членом Комитета по культуре и образованию (CULT) и членом делегации в Комитетах парламентского сотрудничества со странами Южного Кавказа (Грузией, Арменией и Азербайджаном).